# Apartamentowiec Pelikan
Apartamentowiec Pelikan – apartamentowiec leżący w Poznaniu na osiedlu Piastowskim 120, w jednostce obszarowej SIM Osiedle Piastowskie, na Ratajach. 

## Opis
Budowę piętrowca rozpoczęto w marcu 2006 i zakończono w lutym 2007, a do zasiedlenia oddano w grudniu 2007 roku. Gmach złożony jest z dwóch przecinających się brył, niższa z nich ma dziewięć kondygnacji, a wyższa dwanaście. W monitorowanym budynku z recepcją mieści się 157 mieszkań, których powierzchnie wynoszą od 35 do 120 m², znajduje się tam także: sauna, basen, zewnętrzne patio i ogród oraz plac zabaw.. 

## Nagroda
Apartamentowiec dostał statuetkę "Kryształowe apartamenty 2007".

## Galeria zdjęć

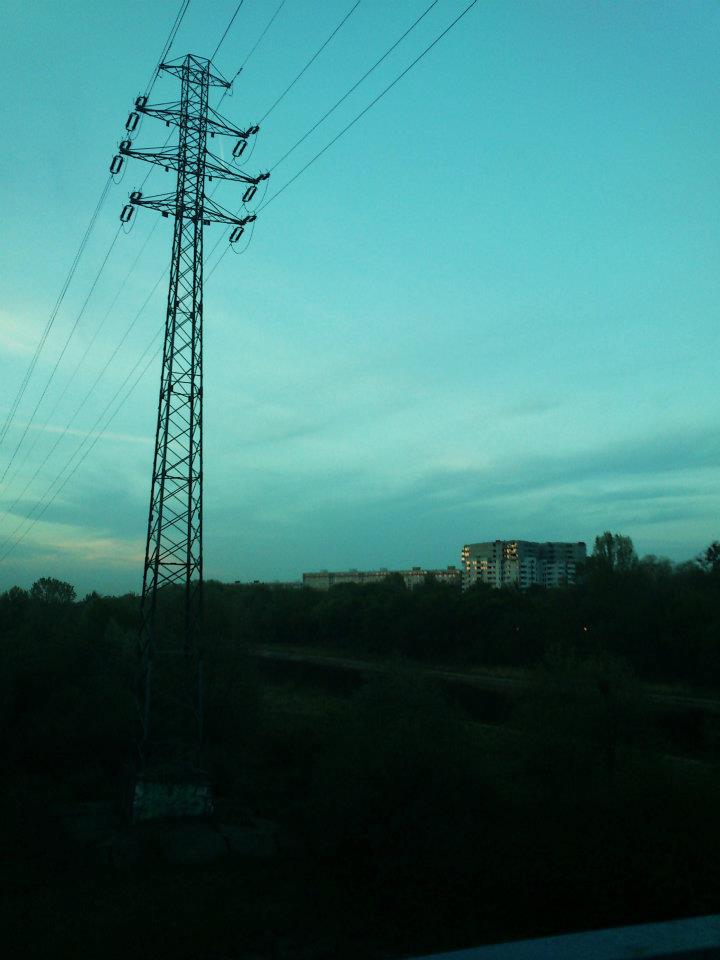
Apartamentowiec Pelikan z perspektywy mostu Przemysła I